# Nitrat reduktaza (NAD(P)H)
Nitrat reduktaza (NAD(P)H) (EC 1.7.1.2, asimilatorna nitratna reduktaza, asimilatorna NAD(P)H-nitratna reduktaza, NAD(P)H bispecifična nitratna reduktaza, nitratna reduktaza (redukovani nikotinamid adenin dinukleotid (fosfat)), nitratna reduktaza NAD(P)H, NAD(P)H-nitratna reduktaza, nitratna reduktaza :nitratna oksidoreduktaza) je enzim sa sistematskim imenom nitrit:NAD(P)+ oksidoreduktaza. Ovaj enzim katalizuje sledeću hemijsku reakciju
nitrit + NAD(P)+ +2O {\displaystyle \rightleftharpoons } nitrat + NAD(P)H + H+
Ovaj enzim je flavoprotein koji sadrži gvožđe-sumpor molibden.

## Literatura
- Nicholas C. Price; Lewis Stevens (1999). Fundamentals of Enzymology: The Cell and Molecular Biology of Catalytic Proteins (Third изд.). USA: Oxford University Press. ISBN 019850229X.
- Eric J. Toone (2006). Advances in Enzymology and Related Areas of Molecular Biology, Protein Evolution (Volume 75 изд.). Wiley-Interscience. ISBN 0471205036.
- Branden C; Tooze J. Introduction to Protein Structure. New York, NY: Garland Publishing. ISBN 0-8153-2305-0.
- Irwin H. Segel. Enzyme Kinetics: Behavior and Analysis of Rapid Equilibrium and Steady-State Enzyme Systems (Book 44 изд.). Wiley Classics Library. ISBN 0471303097.
- William P. Jencks (1987). Catalysis in Chemistry and Enzymology. Dover Publications. ISBN 0486654605.

## Spoljašnje veze
- Nitrate+reductase+(NAD(P)H) на 